# Teoría causal de la decisión
La teoría causal de la decisión es una corriente de pensamiento dentro de la teoría de la decisión, que sostiene que la utilidad esperada de las acciones deben ser evaluadas con respecto a sus potenciales consecuencias causales.

## Descripción
En un artículo publicado en 1981, Allan Gibbard y William Harper expusieron la teoría causal de la decisión como una maximización de la utilidad esperada {\displaystyle U} de un proceso {\displaystyle A} de un evento «calculado de las probabilidades contrafactuales»:
{\displaystyle U(A)=\sum \limits _{j}P(A>O_{j})D(O_{j}),}
donde {\displaystyle D(O_{j})} es la deseabilidad del resultado {\displaystyle O_{j}} y {\displaystyle P(A>O_{j})} la probabilidad contrafactual tal, que si {\displaystyle A} se cumpliese, entonces {\displaystyle O_{j}} se cumpliría.